# Rivista Scacchistica Italiana
La Rivista Scacchistica Italiana nacque a Roma in gennaio del 1900 come prosecuzione della rivista Ruy Lopez. 
Diretta dal Prof. Augusto Guglielmetti, fu l'organo ufficiale dell'Unione Scacchistica Italiana. Uscì regolarmente fino al dicembre 1912 quando l'Unione Scacchistica cessò di esistere. 
L'ultimo numero, completo di indice, uscì nel 1913.